# Melloconcha delecta
Melloconcha delecta är en snäckart som beskrevs av Tom Iredale 1944. Melloconcha delecta ingår i släktet Melloconcha och familjen Helicarionidae. Inga underarter finns listade i Catalogue of Life.